# 广福桥镇
广福桥镇，是中华人民共和国湖南省张家界市慈利县下辖的一个乡镇级行政单位。

## 行政区划
广福桥镇下辖以下地区：
广福社区、三王村、辛银村、双云村、桃溪村、太坪村、三丝村、老棚村、官见村、井岗村、乌龙岗村、建设村、狮岩村、桃树村和亮狮村。